# 1444
Пізнє Середньовіччя •  Відродження •  Реконкіста •  Ганза •  Столітня війна •  Ацтецький потрійний союз •  Імперія інків

## Геополітична ситуація
Османську державу очолює Мехмед II Фатіх (до 1446). Імператором Візантії є Іоанн VIII Палеолог (до 1448), королем Німеччини — Фрідріх III. У Франції королює Карл VII Звитяжний (до 1461).
Апеннінський півострів розділений: північ належить Священній Римській імперії, середню частину займає Папська область, південь належить Неаполітанському королівству. Деякі міста півночі: Венеція, Флоренція, Генуя тощо, мають статус міст-республік.
Майже весь Піренейський півострів займають християнські Кастилія і Леон, де править Хуан II (до 1454), Арагонське королівство на чолі з Альфонсо V Великодушним (до 1458) та Португалія, де королює Афонсо V (до 1481). Під владою маврів залишилися тільки землі на самому півдні.
Генріх VI є королем Англії (до 1461). Норвегію, Данію та Швецію очолює Хрістофер Баварський (до 1448). На трон Угорщини та Богемії претендує Ладіслав Постум. Польський трон вакантний після загибелі короля Владислава III Варненчика. У Великому князівстві Литовському княжить Казимир IV Ягеллончик (до 1492).
Частина руських земель перебуває під владою Великої Орди. Більшість південної України та степовий Крим займає Кримське ханство. Решту території півострову займають володіння Генуезької Республіки та держави Феодоро. Галичина входить до складу Польщі. Закарпаття та Буковина є частиною Угорщини. Бессарабія входить до складу Молдавського князівства. Волинь та решта українських земель належать Великому князівству Литовському.
Московське князівство очолює Василь II Темний. На заході євразійських степів зі складу колишньої Золотої Орди відокремилися Казанське ханство, Кримське ханство, Ногайська орда, решта території відома як Велика Орда. У Єгипті панують мамлюки, а Мариніди — у Магрибі. У Китаї править династія Мін. Значними державами Індостану є Делійський султанат, Бахмані, Віджаянагара. В Японії триває період Муроматі.
У Долині Мехіко править Ацтецький потрійний союз на чолі з Монтесумою I (до 1469). Цивілізація майя переживає посткласичний період. В Імперії інків править Панчакутек Юпанкі.

## Події
- Турецький султан Мурад II зрікся на користь свого сина Мехмеда.
- В Албанії утворено Лезьку лігу на чолі з Скандербегом.
- 10 листопада у битві біля Варни армія султана Мурада II здобула перемогу над військом хрестоносців польського і угорського короля Владислава III. Хрестовий похід на Варну завершився невдачею. Трони Польщі та Угорщини залишилися вакантними.
- Англійці та французи підписали в Турі перемир'я у Столітній війні на 5 років.
- Французький король Карл VII Звитяжний послав війська на допомогу німецькому королю Фрідріху III в Швейцарію. Попри перемогу в битві французи зазнали втрат і змушені були повернутися.
- Деспот Мореї Костянтин XI Драгаш вторгся в Афінське герцогство, що належало Флоренції, і змусив його платити данину.
- Сили єгипетського султана не змогли захопити острів Родос у госпітальєрів.
- Козімо Медичі заснував у Флоренції бібліотеку, яка пізніше стала бібліотекою Лауренціаною.
- У португальському місті Лагуш відкрито перший європейський ринок для рабів з Африки.
- В Італії знайдено Ігувімські таблиці.